# مات فييت
مات فييت (بالإنجليزية: Matt Wiet)‏ هو لاعب كرة قدم أمريكي في مركز الدفاع، ولد في 23 سبتمبر 1990 في كولومبوس في الولايات المتحدة. شارك مع منتخب الولايات المتحدة تحت 20 سنة لكرة القدم. أما مع النوادي، فقد لعب مع كولومبوس كرو.

## وصلات خارجية
- مات فييت على موقع الدوري الأمريكي (الإنجليزية)
- مات فييت على موقع قاعدة بيانات كرة القدم.إي يو (الإنجليزية)